# 福井鉄道200形電車
福井鉄道200形電車（ふくいてつどう200がたでんしゃ）は、1960年（昭和35年）に導入された福井鉄道の鉄道車両である。1960・1962年（昭和37年）日本車輌製造製。
2016年（平成28年）の運用終了後も在籍していた2連1編成（203編成）が、「北府駅鉄道ミュージアム整備事業」で整備された北府駅の展示スペースで、2023年（令和5年）3月19日より公開されている。

## 概要
昭和30年代、高度経済成長により福武線の旅客需要は増大していたが、同線は福井市内に編成長30メートル以内という制限がかかる併用軌道を有しており、連結運転で需要増に対応するという施策には限界があった。また、1960年当時は鉄軌分界点の木田交差点に半径50メートルの急曲線も存在したため、福井新駅では武生から来たボギー車2両編成は切り離して続行運転、福井から続行運転して来た2両を連結するという運用を強いられていた。さらに、福武線や乗り入れてくる鯖浦線には、直接制御のために総括制御が不可能な車両が数多く存在し、連結運転時にも運転士をそれぞれの車両に乗せるといった不経済な事態も発生していた。
このような人的にも時間的にもロスの多い運用を改善することと、当時すでに兆しを見せていたモータリゼーションへの対抗、さらには当時電化工事中だった国鉄北陸本線への対抗をも視野に入れ、福武線の急行電車用として製造された車両が本形式である。
機器面においては、福井鉄道で初めてカルダン駆動方式の一種であるWN駆動方式を採用し、また先の急曲線に対応するため、2両3台車の連接構造としている点が特徴である。

## 車体・機器

### 車体
運転台側からdD(1)4(1)D2という、やや変則的な配置の片開き2扉を配置した普通鋼製の車体を持つ。ドアの位置は編成全体として乗降口の間隔を均等にすることを意図した設計で、連接車ではないものの同じ日本車輌製の富士急行3100形と類似している。客室窓は1,000mm幅のアルミサッシを採用し、客室扉の下には福井市内併用軌道の低床ホーム用に2段式のステップを搭載している。
前面形状は西武クモハ551形や近鉄モ800形にも似た非貫通式で、柱が非常に細い2枚窓、屋根は張り上げ屋根構造で全体的に丸みを帯びた形状である。車内はセミクロスシートで扉間に片側4組のボックスシート、その他にロングシートを配置する。
先頭車には連結器が装備されたが、福井鉄道の他の車両のような密着自動連結器を装備すると編成全体で路面軌道における車体長制限に抵触するため、201、202編成は収納が可能な厚手鉄板製の義手のような形状をした簡易連結器を装備した。203編成は導入に際して車体長超過に関する特別認可を受けて、一般的な日本製鋼所の密着自動連結器を装備し、後に201、202編成も交換している。
塗装は福井鉄道の当時の標準カラーであるベージュと紺色の塗装に白帯を加えたもので、本形式が当初急行専用だったことから、後に「福鉄急行色」と呼ばれた。

### 台車
日本車輌製造が製作したND-108（動台車）およびND-108A（連接台車）を装着する。この台車は国鉄DT21形台車の派生形で、軸距を2,200mmに延長、路面軌道を走ることを想定して側枠形状を変更、ボルスタアンカーを付加した構造になっている。動台車は台車ブレーキ、連接台車はディスクブレーキを採用しており、ボルスタアンカー付近の形状が若干異なる。
軸箱支持装置はウィングばね式、枕ばね部分は金属コイルばねであったが、この部分は将来の空気ばねへの換装にも対応していた。

### 電装品
主電動機には東芝製の直流直巻電動機であるSE525が両端の動台車にそれぞれ2基ずつ装備され、制御方式は発電ブレーキ付の抵抗制御、動力伝達方式は前述のようにWN駆動方式を採用していた。ブレーキ方式は発電ブレーキ併用の非常弁付き直通空気ブレーキ (SME-D)である。 
パンタグラフと主制御器は武生方（-1）、空気圧縮機や電動発電機などは福井方（-2）に配置している。パンタグラフの搭載位置は、福井鉄道は併用軌道区間は架線部分に設けられた列車検知装置（トロリーコンダクター）とパンタグラフの接触によって信号制御を行うため、2両編成の車両についてはパンタグラフを編成の武生寄り車両の運転台側のみに搭載するのが望ましかったため決められ、その他の車両が2輌編成を組む際も同様の配置となった。

### 改造
後年3編成すべてを対象に、下記の改造が実施された。
- 1989年（平成元年）8月に203編成、1990年（平成2年）7月に201編成、1991年（平成3年）7月に202編成が冷房改造を実施[14][17]。東芝製RPU-2215[2]を1車体に対して3基搭載している。この際福井方に冷暖房電源用の静止形インバータを搭載し、空気圧縮機は武生方に移設した[14]。
- 冷房改造時にクロスシートの幅とピッチ（1300 mm → 1450 mm）を拡大[18]。
- 前面窓内に方向幕の搭載。
- 1996年（平成8年）7月に202編成、1998年（平成10年）5月に203編成、同年10月には201編成が、主電動機及び台車をJR東日本から購入したモハ113形廃車発生品のMT46/MT54電動機、およびDT21形台車に換装[注釈 7]した[5]。主電動機が変わったため動力伝達方式もWN駆動方式から中空軸平行カルダン駆動方式へと変更されている。

また福井鉄道のほかの車両同様、1984年（昭和59年）には列車無線及びワンマン運転の設備の設置、1990年から1992年（平成4年）にATS（自動列車停止装置）の設置がそれぞれ施工されている。

## 運用
201、202編成は1960年4月1日より武生新 - 福井駅前間の急行専用として、専用のヘッドマークを兼ねた行先表示板を取り付けて営業運転に就き、1962年1月には203編成が増備されて3編成体制で運用された。連結器交換後は、多客時に鉄道線区間ではモハ80形などの他形式とも連結して走ることもあった。車体長の関係で田原町方面への乗り入れができなかったが、1977年4月に認可を受けて田原町までの入線も可能になった。
静岡鉄道から譲渡された300形が1986年（昭和61年）3月から1987年（昭和62年）7月にかけて就役したのちは、冷房車の300形に急行運用を譲り、老朽化した普通列車用車両の置き換えとして普通列車用に運用されるようになった。塗装も冷房改造の際に福井鉄道の新たな標準色であるベージュに青帯というものに変更された。1997年6月からは203編成を皮切りに、デジタルツーカー北陸やLoftの全面広告車としても運用された。
2006年（平成18年）4月1日の元名鉄岐阜地区600 V路線用の低床車両の入線で300形は全編成が置き換えられたが、冷房化されていた本形式は置き換えられることなく残存し、その収容力を生かしたラッシュ時を中心に運用され、急行運用にも復帰した。元名鉄低床車両導入直前は3編成とも全面広告車となっていたが、2007年（平成19年）より順次福井鉄道の塗色に変更された。まず201編成が標準塗装となり、同年4月20日には202編成が低床車両と同じ新塗装に、5月16日からは203編成が急行専用車当時の「福鉄急行色」となり、急行用方向板のデザインを復刻した「福鉄」マークを前面に装着した。

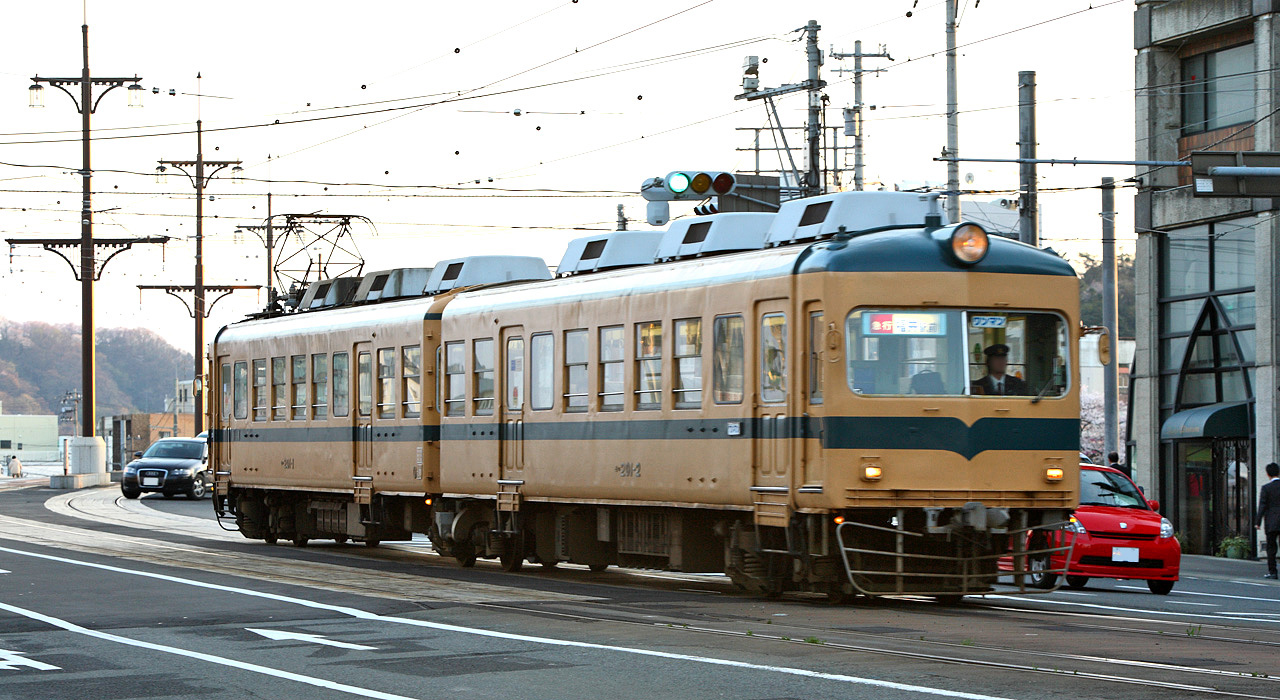
旧福鉄標準色の201編成（公園口 ｰ 市役所前　2008年4月）
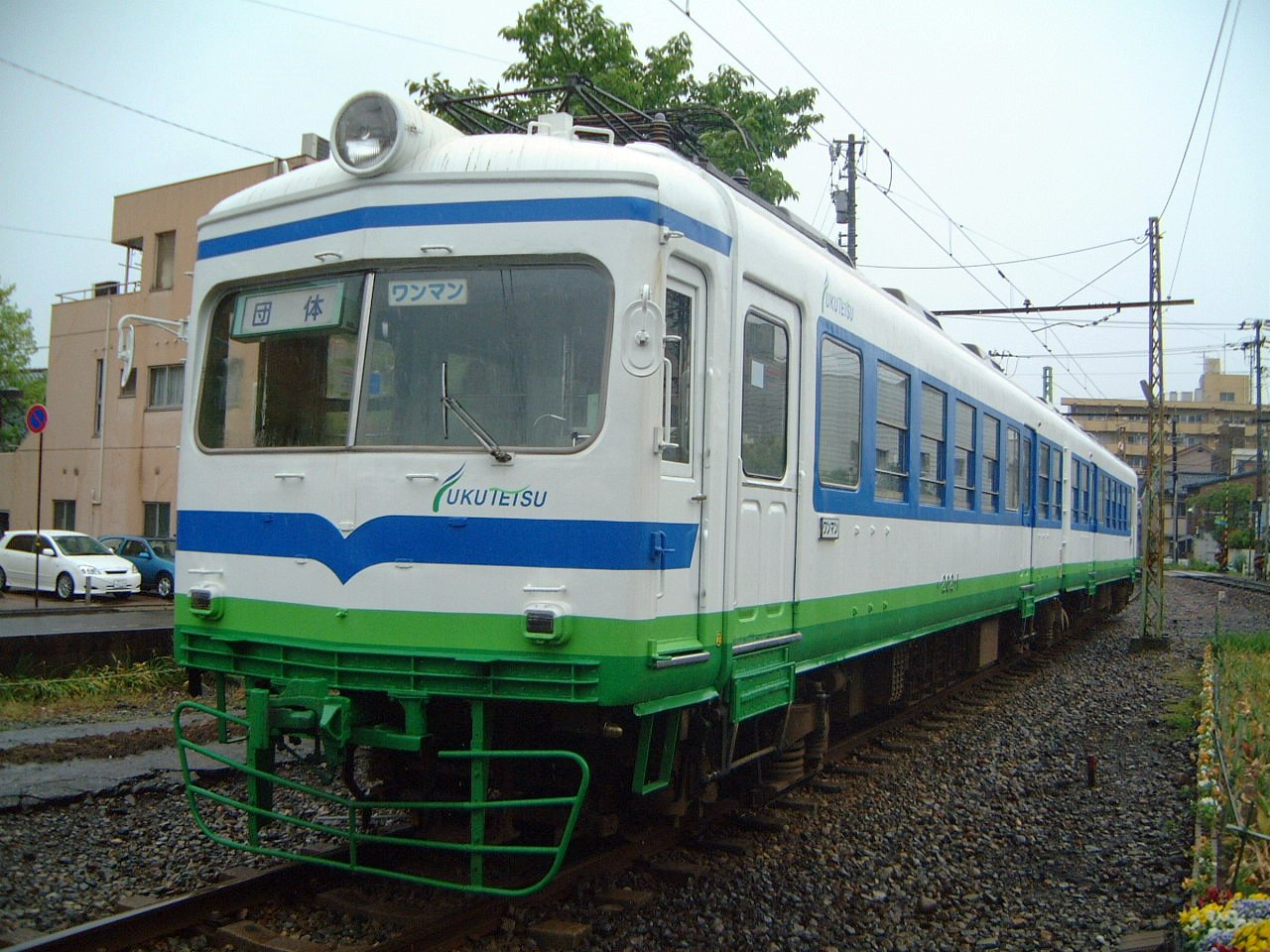
新福鉄色の202編成（田原町　2007年5月）
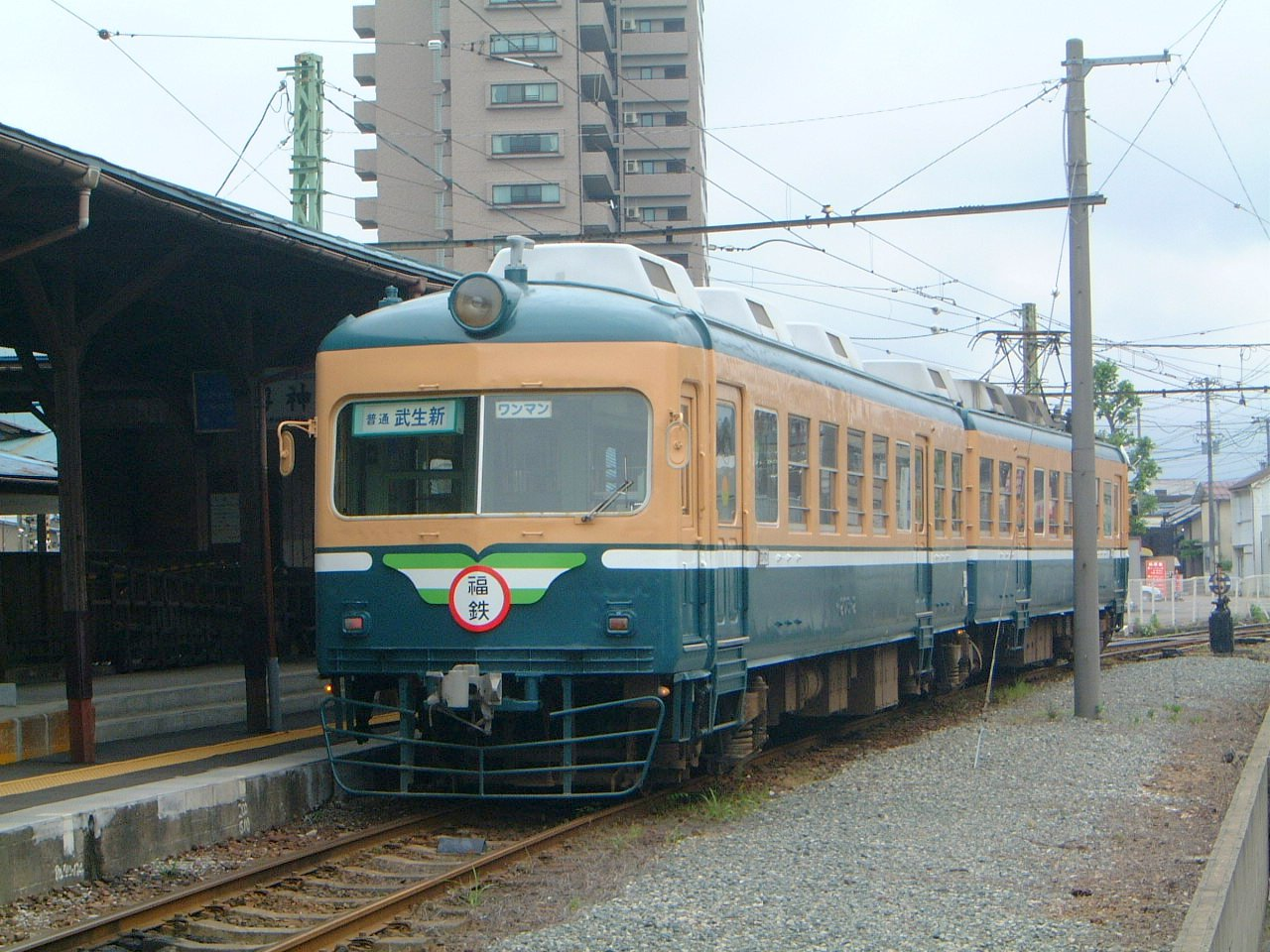
福鉄急行色の復刻カラーに塗装された203編成（田原町　2007年6月）
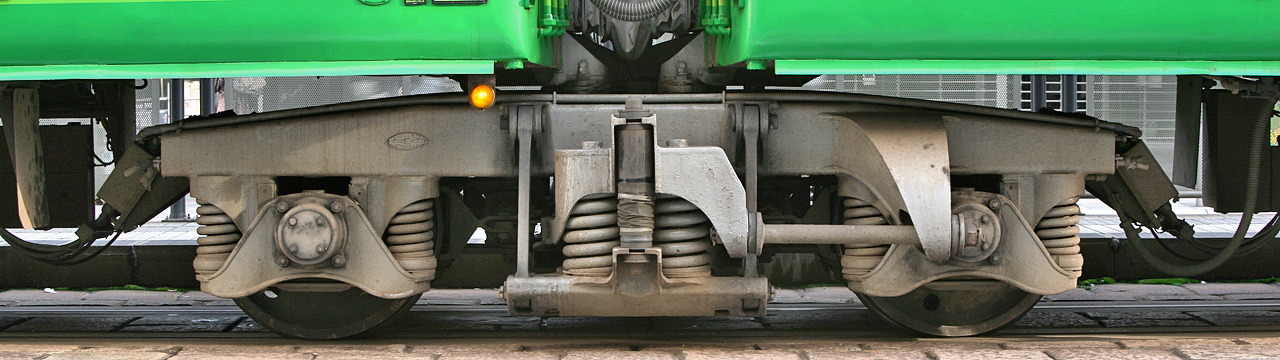
ND108A形連接台車（202編成）

2012年（平成24年）以降、福井鉄道初の超低床車両であり、本形式以来の福井鉄道オリジナル車であるF1000形の投入が決定した。本形式は当時の在籍車で福井鉄道生え抜きの唯一の車両であった事に加え、昭和30年代の地方私鉄の自社発注車の貴重な生き残りでもあり、鉄道ファンを中心として人気が高い車両であったが、実働50年を超えており、福井鉄道の営業車両の中では最も古い車両となっていたことから、遂に置き換えが開始された。201編成は2015年（平成27年）1月30日に廃車・解体され、202編成は重要部検査の期限が切れる2015年（平成27年）12月末まで運行させる計画だったが、同年10月13日に赤十字前駅でドアが故障。社内協議の結果、修理は行わず引退を約2カ月前倒しすることが決定した。同編成は翌2016年（平成28年）3月に廃車・解体されている。
最後の1編成となった203編成は北府駅に留置されたまま、2016年（平成28年）2月6日より運用を停止し休車扱いとなり、同年7月には全般検査の期限が切れ運用できなくなった。2017年（平成29年）4月、福井鉄道は同編成について今後も運行しない方針を示し、事実上の引退となった。

## 保存

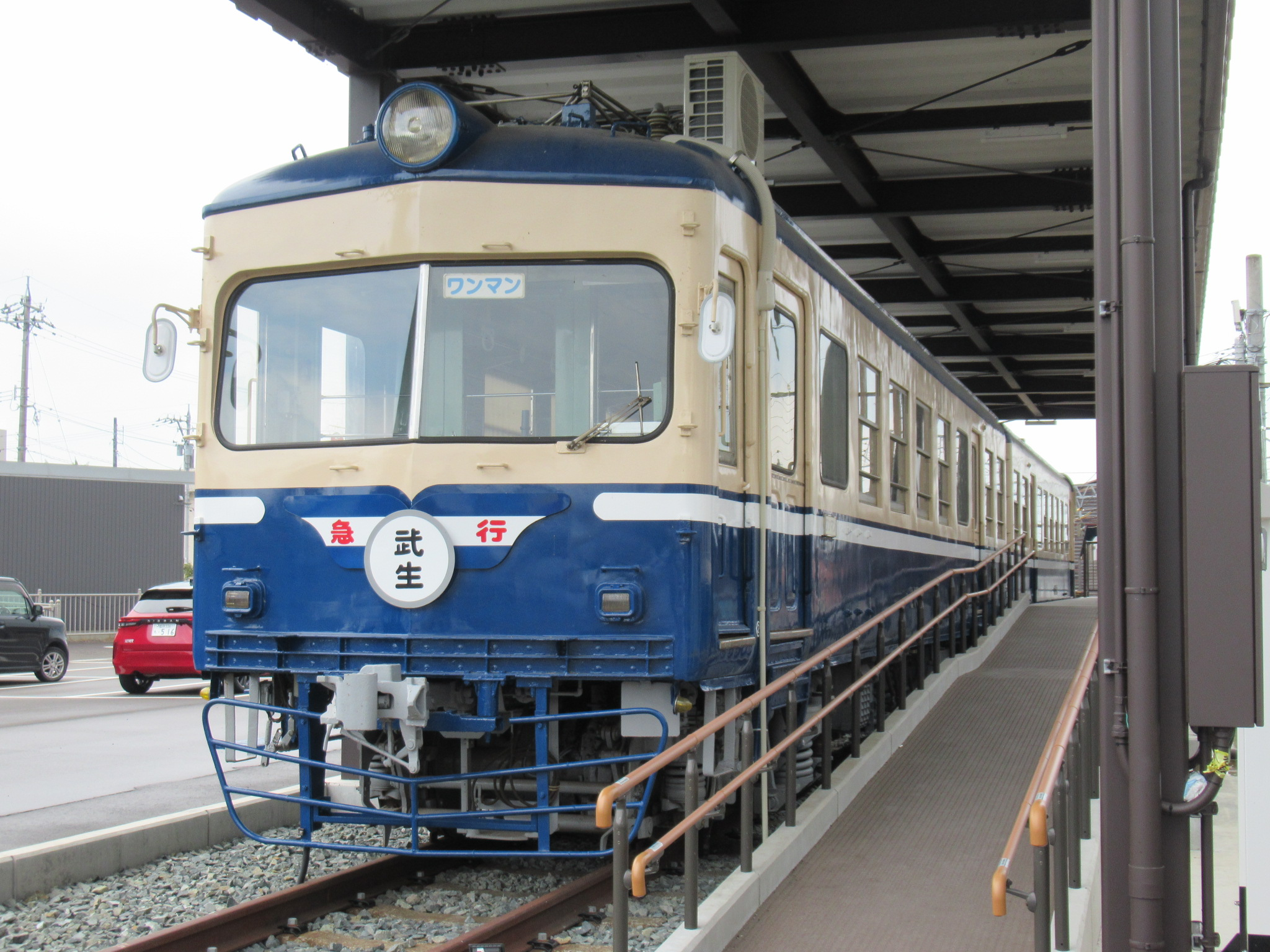
北府駅に保存された203

運用離脱後、北府駅の車両工場の側線で雨ざらしの状態だった203編成の処遇に関する発表はなかったが、沿線住民など同編成の保存を求める意見も出ていたことから、越前市は2020年（令和2年）度から2021年（令和3年）度にかけて実施する「北府駅鉄道ミュージアム整備事業」の中で同編成を動態もしくは静態で保存展示する方針を将来展望として示し、今後福井鉄道側と調整を行うとしていた。
そして同駅に屋根付きの展示スペースを設け、203編成を保存することと、補修費の一部については2020年度に実施された「鉄道の見える広場」整備工事と同様に、ふるさと納税活用のクラウドファンディングを実施して充てることが決定。2021年10月21日から2022年（令和4年）1月18日にかけて、「福井鉄道200形車両を現役時代の姿に甦らせたい！」との名で実施されたクラウドファンディングは、目標200万円の1.87倍となる約375万円を集めた。
その後展示に向けての補修を行う前に、2022年6月5日の夕方に自走で北府駅留置線に入線し展示された。
京王重機整備による修復工事が完了した203編成は、北府駅の駐車場敷地内に整備された上屋付きの車両展示場に収められ、2023年3月19日の鉄道ミュージアム会場と同時に公開された。車体は冷房装置やバックミラーなどのワンマン設備、動台車がDT21であるなど営業運用末期の姿をほぼそのままとどめているが、車体色は製造当時に近い色合いに塗り直され、正面窓内に増設されていた行先方向幕とワンマン表記は撤去、正面に登場当時に装着していた急行用の行先表示板（表示は『急行　武生』）の復元版が取り付けられているなどの変化も生じている。展示場にはプラットホームを模した物見台が設けられており、イベント時などには車内を一般開放する予定になっている。